# Głębocko (jezioro w powiecie poznańskim)
Jezioro Głębocko – jezioro w województwie wielkopolskim, w gminie Murowana Goślina, w zachodniej części Głębocka, na terenie Parku Krajobrazowego Puszcza Zielonka.
Akwen typu rynnowego ma 3,55 ha powierzchni. Przepływa przez niego Trojanka. Jest  udostępnione do wędkowania z brzegu i łodzi. Przy zachodnim brzegu przebiega droga gminna z Łopuchowa do Boduszewa.